# Чемпионат России по футболу среди женщин 1997 (первая лига)
Первая лига по футболу среди женских команд 1997 — 6-й футбольный турнир Первой лиги — второго по силе дивизиона в системе женских футбольных лиг России. Победителем Первой лиги стал клуб Текстильщик из Раменского.

## Участники
Сводная статистика участников
учтены матчи завершённых сезонов
без учёта мячей забитых в сериях послематчевых пенальти
с учётом технических результатов

| команда        | команда         | сезоны | сезоны          | Результаты выступлений | Результаты выступлений | Результаты выступлений | Результаты выступлений | Результаты выступлений | Результаты выступлений | Результаты выступлений | Результат в сезоне 1996 | Примечания    |
| наименование   | город           | #      | года            | И                      | В                      | Н                      | П                      | ЗМ                     | ПМ                     | РМ                     | Результат в сезоне 1996 | Примечания    |
| -------------- | --------------- | ------ | --------------- | ---------------------- | ---------------------- | ---------------------- | ---------------------- | ---------------------- | ---------------------- | ---------------------- | ----------------------- | ------------- |
| Русь-Чертаново | Москва          | 3      | 1992, 1995—1996 | 53                     | 26                     | 9                      | 18                     | 96                     | 76                     | +20                    | Первая лига, 5-е место  | Русь (1992)   |
| Сила           | Санкт-Петербург | 3      | 1993—1994, 1996 | 45                     | 16                     | 9                      | 20                     | 57                     | 63                     | -6                     | Первая лига, 3-е место  | Циклон (1993) |
| Текстильщик    | Раменское       | 2      | 1994—1995       | 33                     | 18                     | 5                      | 10                     | 73                     | 37                     | +36                    | Высшая лига, 9-е место  |               |
| Вологжанка     | Вологда         | 2      | 1995—1996       | 28                     | 2                      | 3                      | 23                     | 14                     | 88                     | -74                    | Первая лига, 6-е место  |               |
| Волжанка       | Чебоксары       | —      | —               | —                      | —                      | —                      | —                      | —                      | —                      | —                      | Высшая лига, 11-е место | дебютант      |
| Виктория       | Белгород        | —      | —               | —                      | —                      | —                      | —                      | —                      | —                      | —                      | —                       | дебютант      |
| Катюша-Москва  | Москва          | —      | —               | —                      | —                      | —                      | —                      | —                      | —                      | —                      | —                       | дебютант      |

По итогам соревнований в Первой лиги 1996 году на повышение в Высшую лигу 1997 перешли команды: КМВ (Пятигорск) и Марсель (Рязань).
Из Высшей лиги 1996 перешли Текстильщик-СиМ (Раменское) (из-за финансовых трудностей) и Волжанка (Чебоксары).
Клуб Первой лиги 1996 Анна (Нововоронеж) не был заявлен на сезон 1997, фарм-клуб ЦСК ВВС-2 (Самара) снялся во время чемпионата 1996.

## Турнирная таблица
| Поз | Команда                 | И  | В | Н | П | МЗ | МП | РМ  | О  | Квалификация или выбывание |
| --- | ----------------------- | -- | - | - | - | -- | -- | --- | -- | -------------------------- |
| 1   | Текстильщик (Раменское) | 10 | 8 | 0 | 2 | 47 | 9  | +38 | 24 | Переход в Высший дивизион  |
| 2   | Русь-Чертаново (Москва) | 10 | 7 | 1 | 2 | 34 | 7  | +27 | 22 |                            |
| 3   | Сила (Санкт-Петербург)  | 10 | 6 | 1 | 3 | 23 | 12 | +11 | 19 | отказ                      |
| 4   | Вологжанка (Вологда)    | 10 | 5 | 0 | 5 | 26 | 17 | +6  | 15 |                            |
| 5   | Виктория (Белгород)     | 10 | 2 | 0 | 8 | 9  | 51 | -42 | 6  |                            |
| 6   | Катюша-Москва (Москва)  | 10 | 1 | 0 | 9 | 9  | 52 | -43 | 3  |                            |
| —   | Волжанка (Чебоксары)    | —  | — | — | — | —  | —  | —   | —  | исключен                   |

1. ↑  «Сила» в связи с финансовыми трудностями отказалась выступать в Чемпионате России 1998 года
2. ↑  «Волжанка» исключена после 8 игр за неуплату регистрационного сбора (все результаты аннулированы)